# Prionopelta opaca
Prionopelta opaca är en myrart som beskrevs av Carlo Emery 1897. Prionopelta opaca ingår i släktet Prionopelta och familjen myror. Inga underarter finns listade i Catalogue of Life.

## Bildgalleri

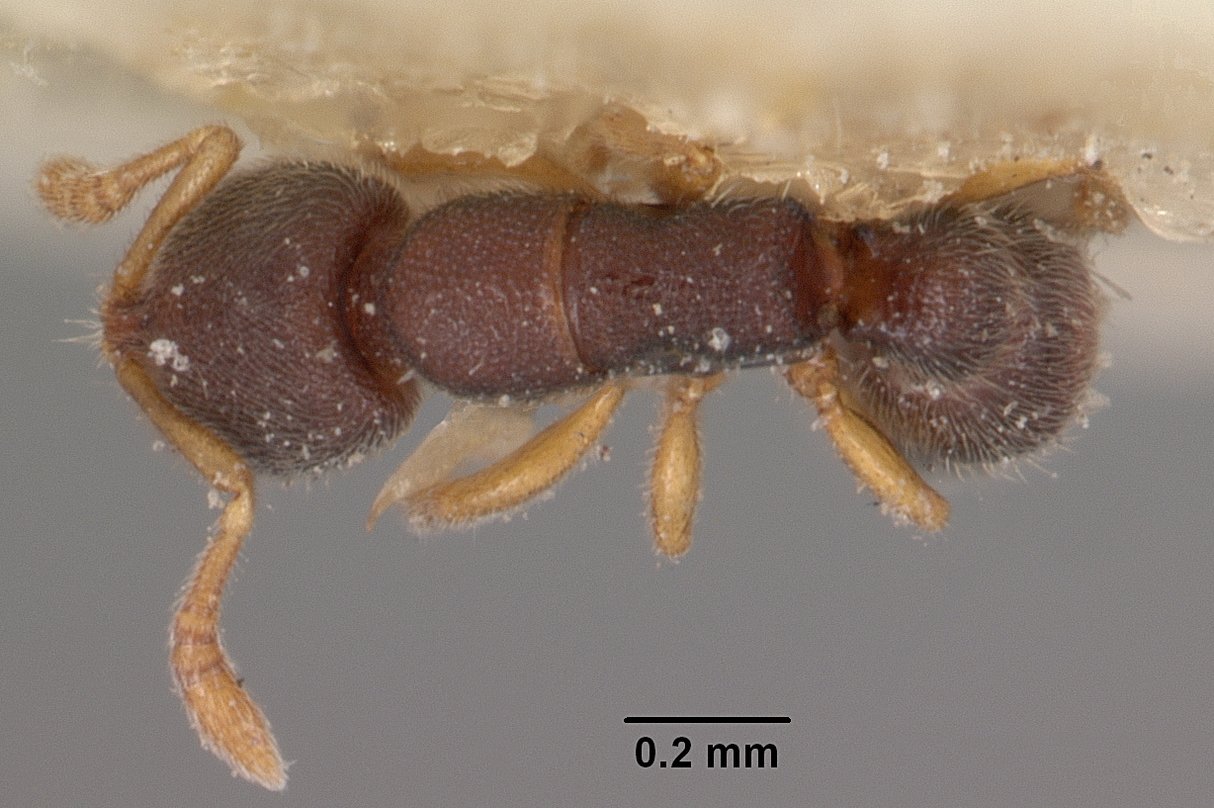
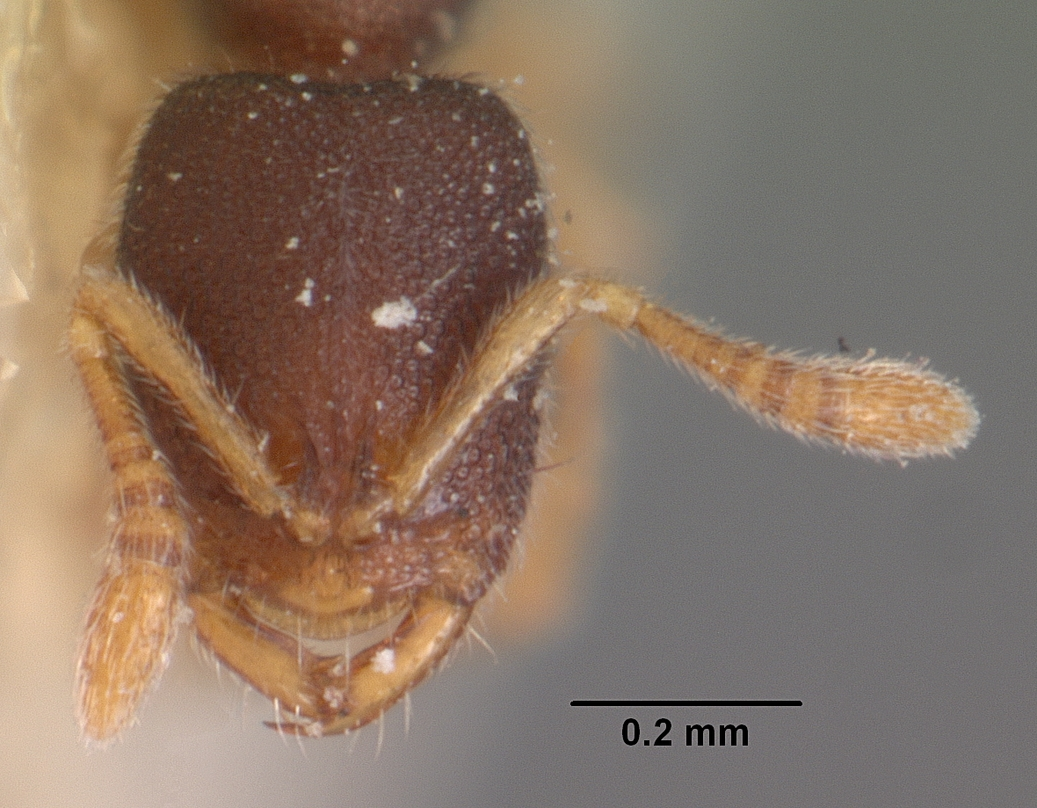
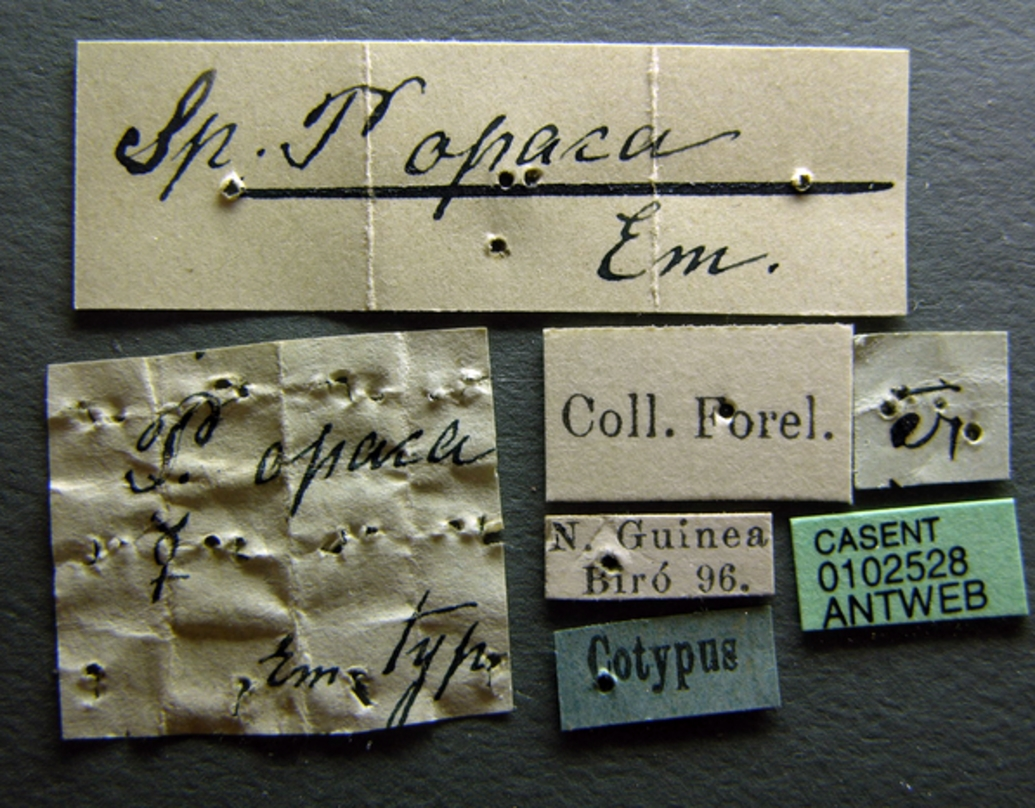
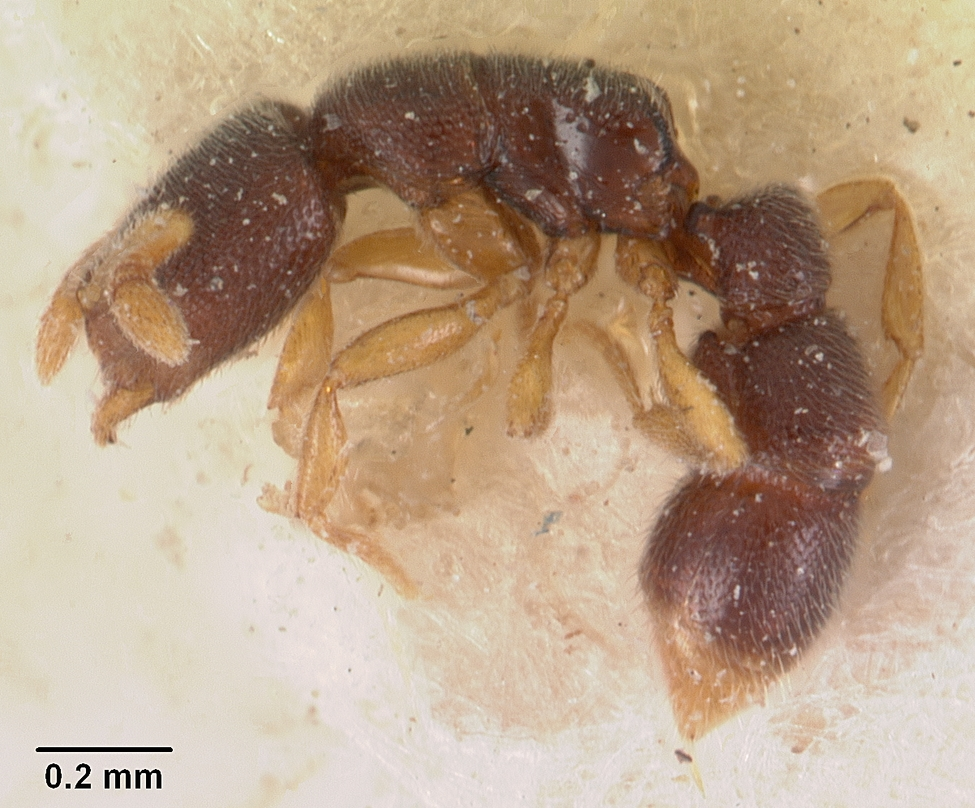
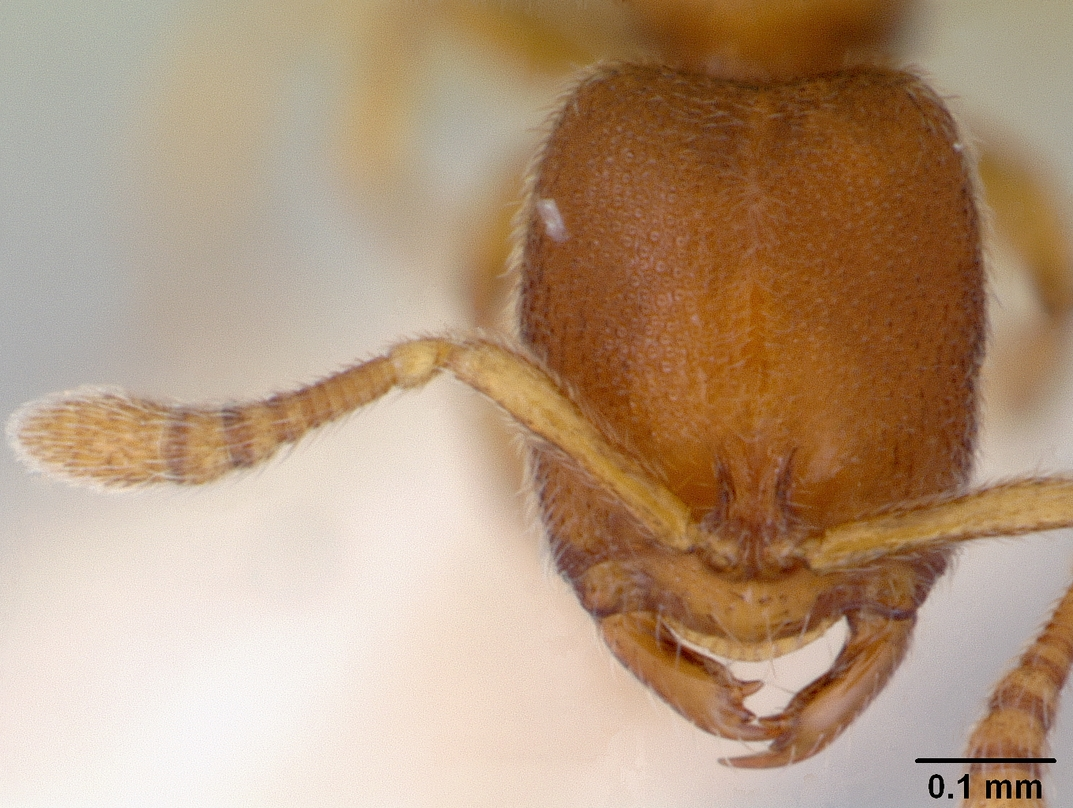
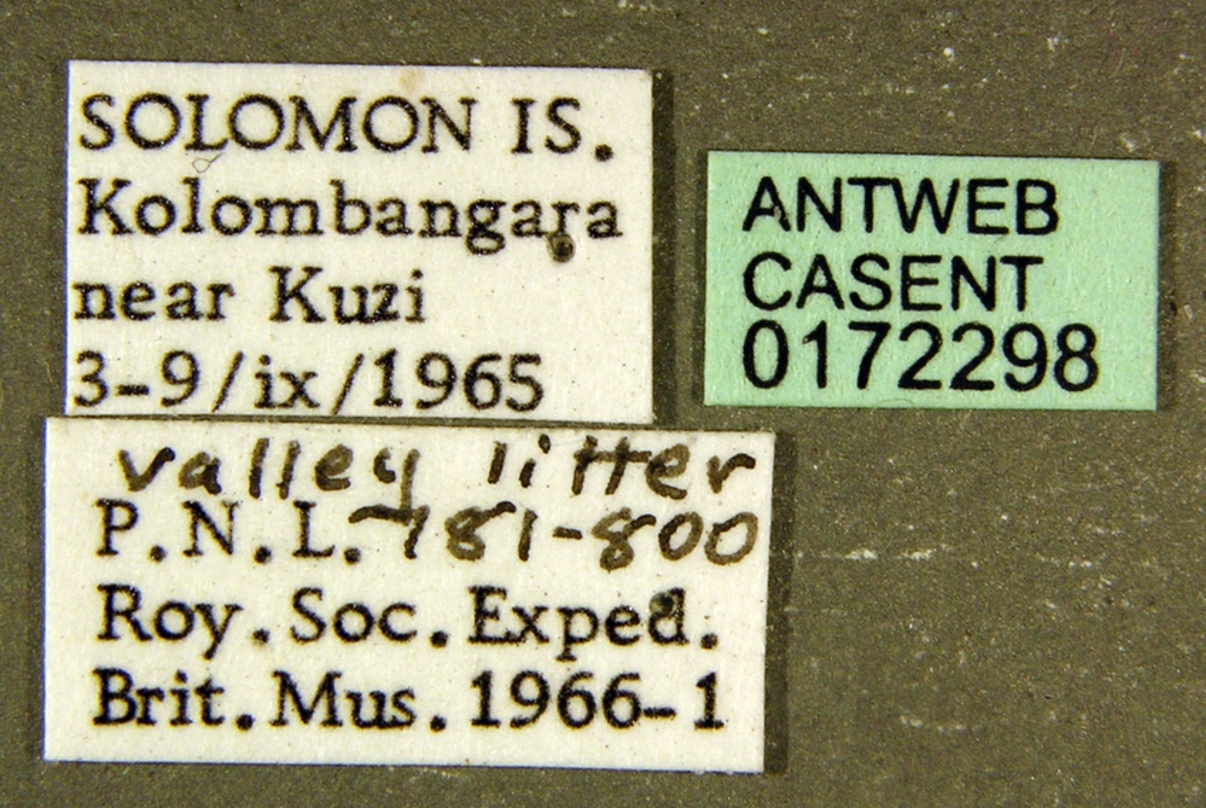